# Tyczyno
Tyczyno – osada leśna w Polsce położona w województwie lubuskim, w powiecie świebodzińskim, w gminie Lubrza. Miejscowość często nazywana Krzeczkowo. Znajduje się na północno-wschodnim brzegu jeziora Niesłysz. Obecnie osadę stanowi dawna leśniczówka oraz ośrodki wypoczynkowe, które powstały w jej sąsiedztwie.
W latach 1975–1998 miejscowość należała administracyjnie do województwa zielonogórskiego.